# وودی آلن
وودی آلن (انگلیسی: Woody Allen؛ زاده‌شده با نام آلن استوارت کونیگزبرگ؛ زادهٔ ۳۰ نوامبر ۱۹۳۵) کارگردان فیلم، نویسنده و بازیگر آمریکایی است. او در طول شش دهه دوران حرفه‌ای خود چندین فیلم دریافت‌کنندهٔ جایزهٔ اسکار ساخته‌است. آلن فعالیت حرفه‌ای خود را در دههٔ ۱۹۵۰ با نوشتن برای آثار تلویزیون آغاز کرد و در کنار مل بروکس، کارل راینر، لری گلبرت و نیل سایمون کار کرد. او همچنین چندین کتاب شامل داستان‌های کوتاه و نمایش‌های طنز برای نیویورکر به چاپ رسانده‌است. او اوایل دههٔ ۱۹۶۰ در کنار گرینیچ ویلج، لنی بروس، الین می، مایک نیکولز و جون ریورز در گرینیچ ویلج نمایش‌های استندآپ کمدی اجرا کرد. آلن از اواسط تا اواخر دههٔ ۱۹۶۰ سه آلبوم کمدی منتشر کرد که برای یکی از آن‌ها نامزد دریافت جایزهٔ گرمی شد. در سال ۲۰۰۴، کمدی سنترال نام آلن را در فهرست ۱۰۰ استندآپ کمدین بزرگ جهان رتبه‌بندی کرد، و یک نظرسنجی در بریتانیا، آلن را سومین کمدین بزرگ معرفی کرد.
آلن در اواسط دههٔ ۱۹۶۰ مشغول نوشتن و کارگردانی فیلم‌ها شد و به‌طور تخصصی به کار بر روی کمدی بزن‌بکوب مانند پول را بردار و فرار کن (۱۹۶۹)، موزها (۱۹۷۱)، درخواب‌فرورفته (۱۹۷۳) و عشق و مرگ (۱۹۷۵) پرداخت. او در اواخر دههٔ ۱۹۷۰ به کار بر آثار نمایشی تحت‌تأثیر سینمای هنری اروپا پرداخت و صحنه‌های داخلی (۱۹۷۸)، منهتن (۱۹۷۹) و خاطرات استارداست (۱۹۸۰) را منتشر کرد و فعالیتش تا به امروز بر ساخت کمدی و درام تناوب دارد. آلن اغلب به‌عنوان بخشی از موج فیلم‌سازان هالیوود نو در اواسط دههٔ ۱۹۶۰ تا اواخر دههٔ ۱۹۷۰ مانند مارتین اسکورسیزی، رابرت آلتمن و سیدنی لومت شناخته می‌شود. او اغلب در فیلم‌هایش نقش‌آفرینی می‌کند و عموماً شخصیتی که در نقش استندآپ توسعه داده شده‌است را ایفا کرده. فیلم کمدی رمانتیک آنی هال (۱۹۷۷) با حضور آلن و همکار مکرر او دایان کیتن، چهار جایزه اسکار از جمله بهترین فیلم، بهترین کارگردانی، بهترین فیلم‌نامه غیراقتباسی و بازیگر نقش اول زن را به همراه داشت. منتقدان، آثار او در دههٔ ۱۹۸۰ را توسعه‌یافته‌ترین دوره آلن می‌دانند. از فیلم‌هایش در این دوره می‌توان به زلیگ (۱۹۸۳)، برادوی دنی رز (۱۹۸۴)، رز ارغوانی قاهره (۱۹۸۵)، هانا و خواهرانش (۱۹۸۶)، روزگار رادیو (۱۹۸۷)، زنی دیگر (۱۹۸۸) و جنایت و جنحه (۱۹۸۹) اشاره کرد. در قرن ۲۱ بسیاری از فیلم‌های آلن در اروپا واقع و ضبط شده‌اند؛ مانند امتیاز نهایی (۲۰۰۵)، ویکی کریستینا بارسلونا (۲۰۰۸) و نیمه‌شب در پاریس (۲۰۱۱). آلن با فیلم‌های تحسین‌شدهٔ یاسمن پژمرده (۲۰۱۳) و کافه سوسایتی (۲۰۱۶) به آمریکا بازگشت.
آلن در سال ۱۹۷۹ رابطهٔ حرفه‌ای و شخصی با میا فارو آغاز کرد و آن‌ها طی یک دهه در ۱۳ فیلم همکاری کردند. این‌دو پیش از آغاز رابطهٔ آلن با سون-یی پره‌وین که دختر خوانده میا و آندره پره‌وین بود، از یکدیگر جدا شدند. آلن در طول جدایی علناً به سوء‌استفادهٔ جنسی از دخترش، دیلن هفت ساله، متهم شد. این ادعا مورد پوشش گسترده رسانه‌ها قرار گرفت، اما آلن هرگز متهم و تحت تعقیب قرار نگرفت و این ادعا را با قاطعیت رد کرد. آلن در سال ۱۹۹۷ با سون-یی ازدواج کرد و دو فرزند او را به فرزندخواندگی پذیرفت.
راجر ایبرت، منتقد سینما، آلن را «یک گنجینهٔ سینما» توصیف کرده‌است. آلن جوایز و افتخارات گوناگونی دریافت کرده‌است. او ۱۶ نامزدی جایزه اسکار بهترین فیلم‌نامه غیراقتباسی دریافت کرده‌است که از هر شخصی بیشتر است. او چهار جایزه اسکار، یکی برای بهترین کارگردانی و سه جایزه برای بهترین فیلمنامه غیراقتباسی دریافت کرده‌است. او همچنین ۹ جایزه از آکادمی فیلم بریتانیا دریافت کرده‌است. آلن در سال ۱۹۹۷ از طرف آکادمی هنرهای فیلم و تلویزیون بریتانیا، جایزهٔ بفتا فلوشیپ را دریافت کرد. او در سال ۲۰۱۴ جایزه گلدن گلوب سیسیل بی دمیل را برای یک عمر دستاورد دریافت کرد و نامزد دریافت یک جایزهٔ تونی نیز شد. انجمن نویسندگان آمریکا در سال ۲۰۱۵ فیلم‌نامهٔ آنی هال را در فهرست «۱۰۱ فیلم‌نامه خنده‌دار» قرار داد.

## زندگی

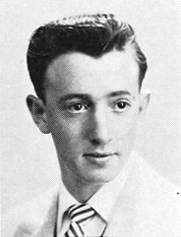
آلن در ۱۹۵۳ زمان دبیرستان

وودی آلن با نام اصلی آلن استوارت کونیگزبرگ (Allen Stewart Konigsberg) اول دسامبر سال ۱۹۳۵ در بروکلین نیویورک در یک خانوادهٔ یهودی ثروتمند متولد شد. او هشت سال از دوران کودکی‌اش را در مدرسهٔ یهودیان سپری کرد، پس از آن در دبیرستانی به نام میدوود به تحصیلاتش ادامه داد. در آن زمان موهای قرمز رنگ او باعث شده بود تا در بین دوستان و هم‌کلاسی‌هایش به «قرمز» معروف شود. آلن با هدف کسب درآمد، به نوشتن قطعات طنز و فروش آن‌ها همت گمارد. این قطعات در ستون‌های طنز روزنامه‌ها به چاپ می‌رسید.
پس از آن در سال ۱۹۵۳ در دانشگاه سینمایی نیویورک ثبت نام کرد و بلافاصله در دوره‌ای به نام «تولیدات سینمایی» مردود و مجبور به ترک دانشگاه شد. از آن پس به مدت دو سال با دستمزدی معادل هفته‌ای ۲۰ دلار، به نویسندگی برای کمدینی به نام دیوید آلبر (David Alber) مشغول بود. سپس وارد تلویزیون شد و به نوشتن متون برنامه‌های تلویزیونی پرداخت. آلن که از نوجوانی نواختن کلارینت را آغاز کرده بود با ورود به برنامه‌های تلویزیونی، اسم کوچک وودی هرمن نوازنده مشهور کلارینت را بر خود نهاد.

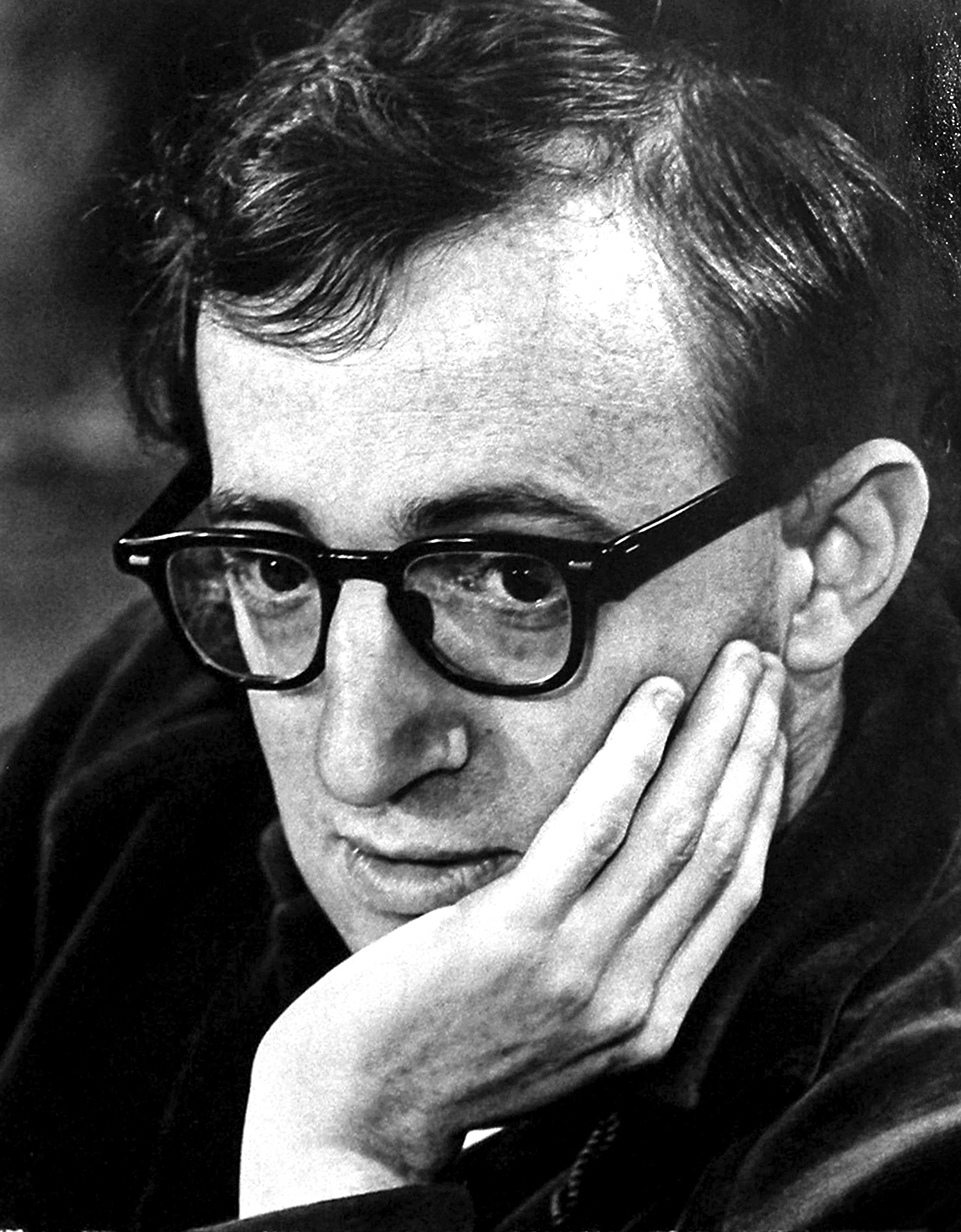
آلن در دهه ۱۹۶۰

آلن به مدت پنج سال در تلویزیون به فعالیت پرداخت و در نهایت تصمیم گرفت استعدادش را در زمینه بازیگری نیز امتحان کند. اولین حضور او در مقام بازیگر در سال ۱۹۶۰ در کلوپی در منهتن بود. شخصیت کمدی متفاوت و خلاق باعث شد که به سرعت نگاه‌ها به سوی او معطوف شوند. در سال ۱۹۶۳ او به عنوان مهمان در اغلب برنامه‌های گفتگوی تلویزیونی ظاهر می‌شد.
از میان آلبوم‌هایش می‌توان به سال‌های نایت‌کلاب (۱۹۶۴–۱۹۶۸) و استندآپ کمیک (۱۹۷۸) اشاره کرد.
در آلبوم استندآپ کمیک وودی آلن یکی از بهترین کارهایش را ارائه کرده‌است. او تجربهٔ پنج سال کار در تلویزیون را با فعالیت‌هایش در برنامه‌های طنز به هم آمیخت و در یک محصول گرد آورد. توازن و اعتماد موجود در صدایش به زیبایی با شنونده ارتباط برقرار می‌کند. این آلبوم چکیده فعالیت‌های او بین سال‌های ۱۹۶۴ تا ۱۹۶۹ است. عصبی‌بودن به عنوان مشخصه دائمی این شخصیت در جای جای سخنانش قابل لمس است.
نخستین فیلم‌نامه او «تازه چه خبر پوسی‌کت؟» و نخستین فیلمی که کارگردانی کرد «چه خبر، تایگر لی‌لی؟» است.
«چه خبر، تایگر لی‌لی؟» در اصل فیلمی ژاپنی بود که وودی آلن فقط با گفتار خنده‌آوری آن را دوبله کرد. در واقع نخستین حضور او در جایگاه کارگردان به معنای رایج خود، فیلم «پول را بردار و فرار کن» بود. بعد در فیلم «دوباره بنواز، سام» بازی کرد و در ۱۹۷۷ با تولید و بازی در «آنی هال» دورهٔ تازه و مهمی را در کار خود آغاز کرد.

## نوازندگی کلارینت
همان‌گونه که از موسیقی فیلم‌هایش مشهود است، آلن از دوست‌داران جدی موسیقی جاز است. او که خود از نوجوانی کلارینت می‌نوازد، کلارینتی را با سیستم انگشت‌گذاری قدیمی، معروف به سیستم آلبرت به کار می‌برد و سال‌ها است که همراه با گروهی از دوستانش هر دوشنبه شب در هتلی در نیویورک جاز دیکسی‌لند می‌نوازند. او حتی برای گرفتن جایزه اسکار فیلم آنی هال به هالیوود نرفت، چرا که مراسم اسکار با برنامه نوازندگی دوشنبه شب‌های او هم‌زمان بود.

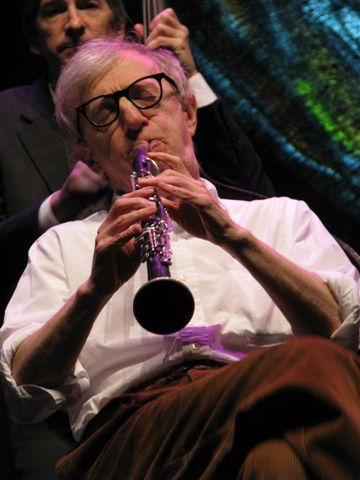
در حال نواختن کلارینت ۲۰۰۸

## زندگی خصوصی

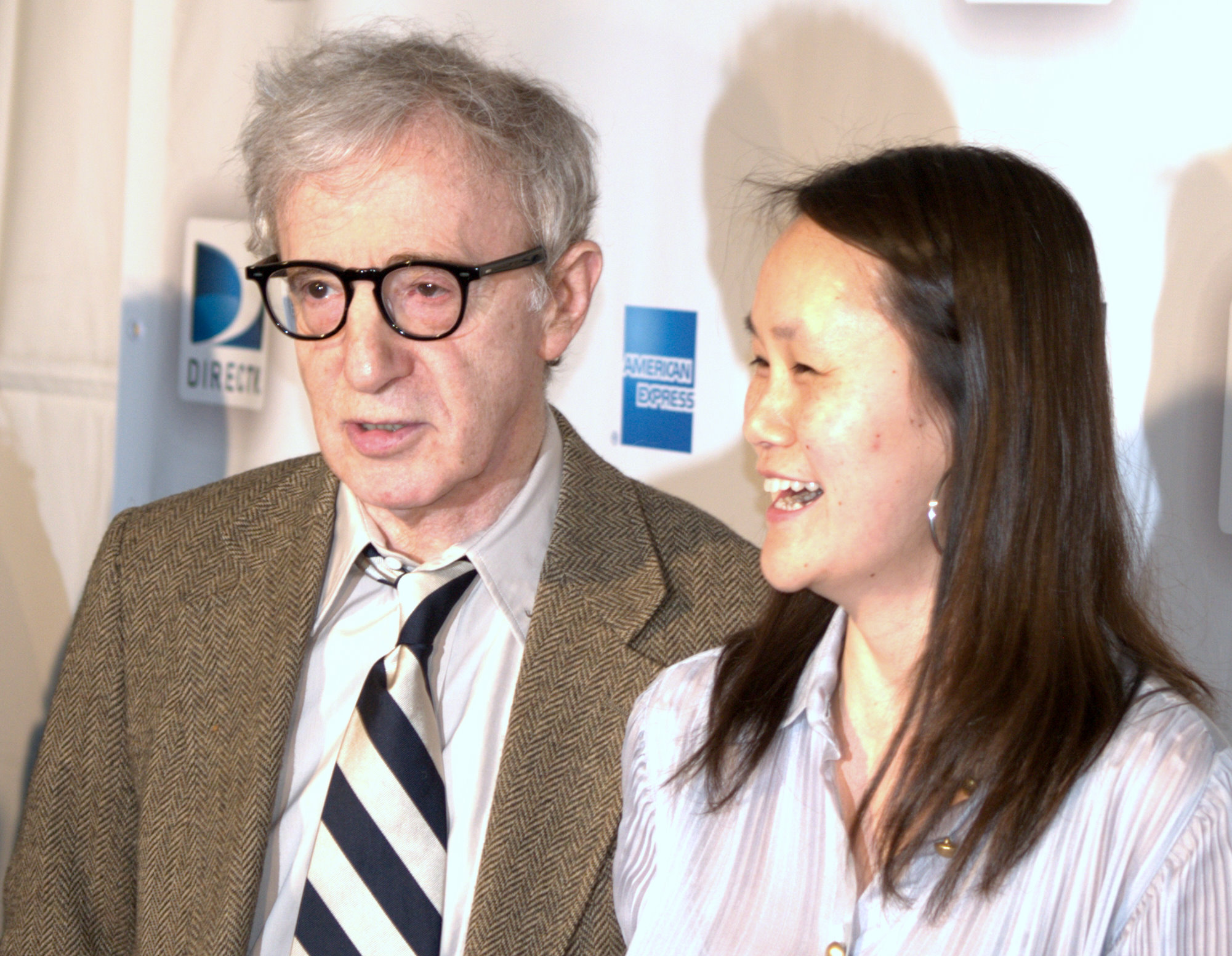
با همسرش ۲۰۰۹

در سال ۱۹۵۴ وودی آلن که نوزده سالش بود با «هارلین روزن» شانزده ساله ازدواج کرد. این دو در سال ۱۹۵۹ از یکدیگر جدا شدند. چندی بعد، روزن از آلن بابت تصویر نادرستی که از او در مصاحبه‌های تلویزیونی‌اش ارائه کرده بود شکایت کرد. همسر دوم آلن، «لوئیز لسر» بود که در سال ۱۹۶۶ با یکدیگر ازدواج کردند و در سال ۱۹۶۹ از یکدیگر جدا شدند.

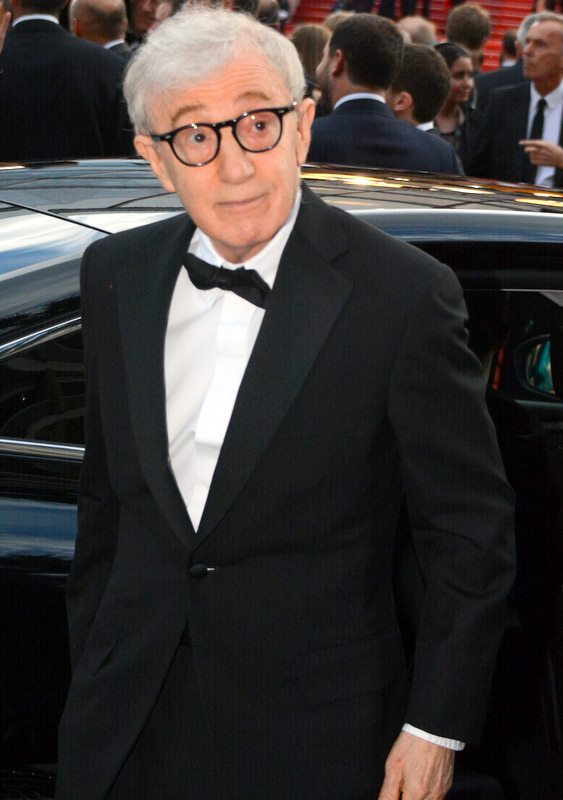
آلن در جشنواره کن ۲۰۱۶

در سال ۱۹۷۰ آلن وارد رابطه عاشقانه‌ای با «دایان کیتون» شد. این رابطه بعد از یک سال به پایان رسید، اما کیتون در تعدادی از فیلم‌های آلن از جمله آنی هال بازی کرد و به خاطر این فیلم موفق به دریافت جایزه اسکار بهترین هنرپیشه زن شد. گفته می‌شود فیلم‌نامه این فیلم مشخصاً برای دایان کیتون نوشته شده که نام واقعی او دایان هال است. «مارشال مک لوهان» نظریه‌پرداز دهکده جهانی هم در این فیلم یک نقش کوتاه و حاشیه‌ای بازی کرد.«میا فارو»، شریک بعدی زندگی آلن، بعد از ۱۲ سال در سال ۱۹۹۲ از او جدا شد و بیان داشت که آلن از دخترش، «دیلن»، هنگامی که هفت سال داشته سوء استفاده کرده‌است و با دخترخوانده‌اش، «سون-یی پرون» نیز رابطه دارد. البته اتهامات وارده از طرف فارو همچنان در هاله‌ای از ابهام است. پس از آن آلن و پرون این رابطه را تأیید و در سال ۱۹۹۷ با هم ازدواج کردند.
وودی آلن در یک مصاحبه در سال ۲۰۰۸ خود را به عنوان یک «بی‌خدای مبارز فرویدی» توصیف می‌کند.

## آثار

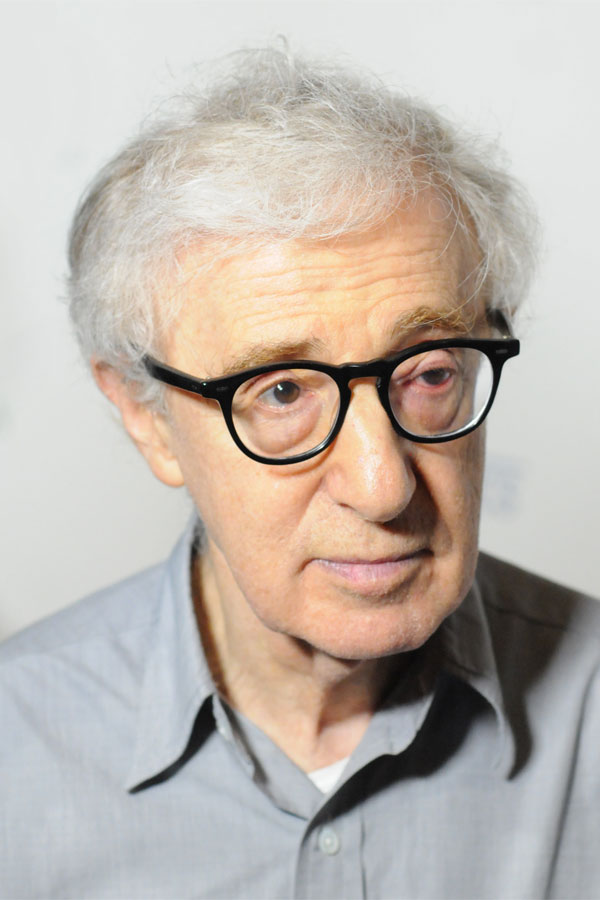
در سال ۲۰۱۵

### فیلم
در این جدول همه فیلم‌هایی که وودی آلن در آن‌ها نقشی داشته‌است، فهرست شده‌اند:
| سال  | فیلم                                                             | عنوان    | عنوان   | عنوان  | عنوان                                          |
| سال  | فیلم                                                             | کارگردان | نویسنده | بازیگر | در نقش                                         |
| ---- | ---------------------------------------------------------------- | -------- | ------- | ------ | ---------------------------------------------- |
| ۱۹۶۵ | تازه چه خبر پوسی‌کت؟                                              |          | آری     | آری    | ویکتور شاکاپوپولیس                             |
| ۱۹۶۶ | چه خبر، تایگر لی‌لی؟[I]                                           | آری      | آری     | آری    | گوینده                                         |
| ۱۹۶۷ | کازینو رویال                                                     |          | آری     | آری    | دکتر نوح/جیمی باند                             |
| ۱۹۶۹ | آب را نخورید[II]                                                 |          | آری     |        |                                                |
| ۱۹۶۹ | پول را بردار و فرار کن                                           | آری      | آری     | آری    | ویرجیل استارک‌ول                                |
| ۱۹۷۱ | مردان بحران: سرگذشت هاروی والینجر                                | آری      | آری     | آری    | هاروی والینجر                                  |
| ۱۹۷۱ | موزها (انقلابی قلابی)                                            | آری      | آری     | آری    | فیلدینگ ملیش                                   |
| ۱۹۷۲ | دوباره بنواز، سام[II]                                            |          | آری     | آری    | آلن فلیکس                                      |
| ۱۹۷۲ | آنچه همیشه می‌خواستید درباره سکس بدانید* (* ولی می‌ترسیدید بپرسید) | آری      | آری     | آری    | دلقک فابریزیو ویکتور شاکاپوپولیس اسپرم شماره ۱ |
| ۱۹۷۳ | درخواب‌فرورفته                                                    | آری      | آری     | آری    | مایلز مونرو                                    |
| ۱۹۷۵ | عشق و مرگ                                                        | آری      | آری     | آری    | بوریس گروشنکو                                  |
| ۱۹۷۶ | جبهه                                                             |          |         | آری    | هاوارد پرینس                                   |
| ۱۹۷۷ | آنی هال                                                          | آری      | آری     | آری    | الوی سینگر                                     |
| ۱۹۷۸ | صحنه‌های داخلی                                                    | آری      | آری     |        |                                                |
| ۱۹۷۹ | منهتن                                                            | آری      | آری     | آری    | آیزک دیویس                                     |
| ۱۹۸۰ | خاطرات استارداست                                                 | آری      | آری     | آری    | سندی بیتس                                      |
| ۱۹۸۰ | به وودی آلن، از اروپا با عشق                                     |          |         | آری    | خودش                                           |
| ۱۹۸۲ | کمدی سکسی نیمه‌شب تابستانی                                        | آری      | آری     | آری    | اندرو                                          |
| ۱۹۸۳ | زلیگ                                                             | آری      | آری     | آری    | لئونارد زلیگ                                   |
| ۱۹۸۴ | برادوی دنی رز                                                    | آری      | آری     | آری    | دنی رز                                         |
| ۱۹۸۵ | رز ارغوانی قاهره                                                 | آری      | آری     |        |                                                |
| ۱۹۸۵ | پنجاه سال فعالیت!                                                |          |         | آری    | خودش                                           |
| ۱۹۸۵ | هانا و خواهرانش                                                  | آری      | آری     | آری    | میکی سکس                                       |
| ۱۹۸۷ | روزگار رادیو                                                     | آری      | آری     | آری    | گوینده                                         |
| ۱۹۸۷ | سپتامبر                                                          | آری      | آری     |        |                                                |
| ۱۹۸۷ | شاه لیر                                                          |          |         | آری    | آقای بیگانه                                    |
| ۱۹۸۸ | زنی دیگر                                                         | آری      | آری     |        |                                                |
| ۱۹۸۸ | هتل ترمینوس: کلاوس باربی، روز و روزگار او[I]                     |          |         |        |                                                |
| ۱۹۸۹ | داستان‌های نیویورکی                                               | آری      | آری     | آری    | شلدون                                          |
| ۱۹۸۹ | جنایت و جنحه                                                     | آری      | آری     | آری    | کلیف استرن                                     |
| ۱۹۹۰ | آلیس                                                             | آری      | آری     |        |                                                |
| ۱۹۹۱ | صحنه‌هایی از مرکز خرید                                            |          |         | آری    | نیک فایفر                                      |
| ۱۹۹۲ | سایه‌ها و مه                                                      | آری      | آری     | آری    | کلاینمن                                        |
| ۱۹۹۲ | زن و شوهرها                                                      | آری      | آری     | آری    | گیب رات                                        |
| ۱۹۹۳ | معمای قتل منهتن                                                  | آری      | آری     | آری    | لری لیپتون                                     |
| ۱۹۹۴ | گلوله‌ها بر فراز برادوی                                           | آری      | آری     |        |                                                |
| ۱۹۹۴ | آب را نخورید[II]                                                 | آری      | آری     | آری    | والتر هولاندر                                  |
| ۱۹۹۵ | سان‌شاین بویز                                                     |          |         | آری    | ال لوییس                                       |
| ۱۹۹۵ | آفرودیت توانا                                                    | آری      | آری     | آری    | لنی                                            |
| ۱۹۹۶ | همه می‌گویند دوستت دارم                                           | آری      | آری     | آری    | جو برلین                                       |
| ۱۹۹۷ | هری ساختارشکن                                                    | آری      | آری     | آری    | هری بلاک                                       |
| ۱۹۹۷ | وایلد من بلوز                                                    |          |         | آری    | خودش                                           |
| ۱۹۹۸ | صد سال بنیاد فیلم آمریکا… صد فیلم                                |          |         | آری    | خودش                                           |
| ۱۹۹۸ | ستاره مشهور                                                      | آری      | آری     |        |                                                |
| ۱۹۹۸ | فریبکار                                                          |          |         | آری    | مدیر گزینش                                     |
| ۱۹۹۸ | مورچه‌ای به نام زی                                                |          |         | آری    | زد (صدا)                                       |
| ۱۹۹۹ | رذل و دوست‌داشتنی                                                 | آری      | آری     | آری    | گوینده                                         |
| ۲۰۰۰ | مرد شرکتی                                                        |          |         | آری    | سفیر آمریکا                                    |
| ۲۰۰۰ | دزدهای خرده‌پا                                                    | آری      | آری     | آری    | ری                                             |
| ۲۰۰۰ | نور همدم من‌است                                                   |          |         | آری    | خودش                                           |
| ۲۰۰۰ | برداشتن قطعات                                                    |          |         | آری    | تکس کراولی                                     |
| ۲۰۰۱ | نفرین عقرب یشمی                                                  | آری      | آری     | آری    | سی. دبلیو. بریگز                               |
| ۲۰۰۱ | صداها از شهری که دوست دارم                                       | آری      | آری     |        |                                                |
| ۲۰۰۱ | استنلی کوبریک: یک زندگی در میان تصاویر                           |          |         | آری    | خودش                                           |
| ۲۰۰۱ | کنسرت برای نیویورک                                               |          |         | آری    | خودش                                           |
| ۲۰۰۲ | وودی آلن: زندگی با فیلم                                          |          |         | آری    | خودش                                           |
| ۲۰۰۲ | جادوی فلینی                                                      |          |         | آری    | خودش                                           |
| ۲۰۰۲ | پایان هالیوودی                                                   | آری      | آری     | آری    | ول وکسمن                                       |
| ۲۰۰۳ | ۱۰۰ سال امید و شوخ‌طبعی                                           |          |         | آری    | خودش                                           |
| ۲۰۰۳ | چیزی غیر از این                                                  | آری      | آری     | آری    | دیوید دابل                                     |
| ۲۰۰۳ | چارلی: زندگی و هنر چارلی چاپلین                                  |          |         | آری    | خودش                                           |
| ۲۰۰۴ | فرانسوا تروفو، یک زندگی‌نامه                                      |          |         | آری    | خودش                                           |
| ۲۰۰۴ | ملیندا و ملیندا                                                  | آری      | آری     |        |                                                |
| ۲۰۰۵ | بالاد گرینیچ ویلج                                                |          |         | آری    | خودش                                           |
| ۲۰۰۵ | غیرخودی                                                          |          |         | آری    | خودش                                           |
| ۲۰۰۵ | امتیاز نهایی                                                     | آری      | آری     |        |                                                |
| ۲۰۰۶ | خبر داغ                                                          | آری      | آری     | آری    | سید واترمن                                     |
| ۲۰۰۶ | خانه                                                             |          |         | آری    | خودش                                           |
| ۲۰۰۷ | رؤیای کاساندرا                                                   | آری      | آری     |        |                                                |
| ۲۰۰۸ | ویکی کریستینا بارسلونا                                           | آری      | آری     |        |                                                |
| ۲۰۰۹ | هرچه نتیجه‌دار باشد                                               | آری      | آری     |        |                                                |
| ۲۰۱۰ | غریبه‌ای بلندقد و سیاهپوش را ملاقات خواهی کرد                     | آری      | آری     |        |                                                |
| ۲۰۱۱ | نیمه‌شب در پاریس                                                  | آری      | آری     |        |                                                |
| ۲۰۱۲ | پاریس منهتن                                                      |          |         | آری    | خودش                                           |
| ۲۰۱۲ | تقدیم به رم با عشق                                               | آری      | آری     | آری    | جری                                            |
| ۲۰۱۳ | جاسمین غمگین                                                     | آری      | آری     |        |                                                |
| ۲۰۱۴ | ژیگولوی رو به زوال                                               |          |         | آری    | مورای                                          |
| ۲۰۱۴ | جادو در مهتاب                                                    | آری      | آری     |        |                                                |
| ۲۰۱۵ | مرد بی‌منطق                                                       | آری      | آری     |        |                                                |
| ۲۰۱۶ | کافه سوسایتی                                                     | آری      | آری     |        |                                                |
| ۲۰۱۷ | واندر ویل                                                        | آری      | آری     |        |                                                |
| ۲۰۱۸ | یک روز بارانی در نیویورک                                         | آری      | آری     |        |                                                |
| ۲۰۲۰ | جشنواره ریفکین                                                   | آری      | آری     |        |                                                |
| ۲۰۲۳ | ضربه شانس                                                        | آری      | آری     |        |                                                |

^  I به عنوان تهیه‌کننده.

^  II نویسنده نمایشنامه‌ای به همین نام، که فیلم بر پایه آن ساخته شده‌است.

## جایزه‌ها
- اسکار بهترین کارگردانی برای فیلم آنی هال، ۱۹۷۷
- اسکار بهترین فیلم‌نامه غیر اقتباسی برای فیلم آنی هال (همراه مارشال بریکمن)، ۱۹۷۷
- نامزد اسکار بهترین بازیگر نقش اول برای فیلم آنی هال
- نامزد اسکار بهترین کارگردانی برای فیلم صحنه‌های داخلی
- نامزد اسکار بهترین فیلم‌نامه غیر اقتباسی برای فیلم صحنه‌های داخلی
- نامزد اسکار بهترین فیلم‌نامه غیر اقتباسی برای فیلم منهتن (همراه مارشال بریکمن)
- نامزد اسکار بهترین کارگردانی برای فیلم برادوی دنی رز
- نامزد اسکار بهترین فیلم‌نامه غیر اقتباسی برای فیلم برادوی دنی رز
- نامزد اسکار بهترین فیلم‌نامه غیر اقتباسی برای فیلم رز ارغوانی قاهره
- اسکار بهترین فیلم‌نامه اقتباسی برای فیلم هانا و خواهرانش، ۱۹۸۶
- نامزد اسکار بهترین کارگردانی برای فیلم هانا و خواهرانش
- نامزد اسکار بهترین فیلم‌نامه غیر اقتباسی برای فیلم روزگار رادیو
- نامزد اسکار بهترین فیلم‌نامه غیر اقتباسی برای فیلم جنایت و جنحه
- نامزد اسکار بهترین فیلم‌نامه غیر اقتباسی برای فیلم آلیس،
- نامزد اسکار بهترین فیلم‌نامه غیر اقتباسی برای فیلم زن و شوهرها
- نامزد اسکار بهترین کارگردانی برای فیلم گلوله‌ها بر فراز برادوی، ۱۹۹۴
- نامزد اسکار بهترین فیلم‌نامه غیر اقتباسی برای فیلم گلوله‌ها بر فراز برادوی، ۱۹۹۴(همراه داگلاس مک‌گراث)
- نامزد اسکار بهترین فیلم‌نامه غیر اقتباسی برای فیلم آفرودیت توانا، ۱۹۹۵
- نامزد اسکار بهترین فیلم‌نامه غیر اقتباسی برای فیلم هری ساختارشکن، ۱۹۹۷
- نامزد اسکار بهترین فیلم‌نامه غیر اقتباسی برای فیلم امتیاز نهایی، ۲۰۰۵
- اسکار بهترین فیلم‌نامه غیر اقتباسی برای فیلم نیمه‌شب در پاریس، ۲۰۱۲

## فیلم‌های محبوب آلن
وودی آلن در سال ۲۰۱۲ در نظرسنجی نشریه بریتانیایی سایت‌اندساوند ۱۰ فیلم برتر عمر خود را انتخاب کرد:
1. دزد دوچرخه ساخته ویتوریو دسیکا، ۱۹۴۸
2. مهر هفتم ساخته اینگمار برگمان، ۱۹۵۷
3. همشهری کین ساخته اورسن ولز، ۱۹۴۱
4. آمارکورد ساخته فدریکو فلینی، ۱۹۷۳
5. هشت و نیم ساخته فدریکو فلینی، ۱۹۶۳
6. چهارصد ضربه ساخته فرانسوا تروفو، ۱۹۵۹
7. راشومون ساخته آکی‌را کوروساوا، ۱۹۵۰
8. توهم بزرگ ساخته ژان رنوار، ۱۹۳۷
9. جذابیت پنهان بورژوازی ساخته لوئیس بونوئل، ۱۹۷۲
10. راه‌های افتخار ساخته استنلی کوبریک، ۱۹۵۷